# Kaukázusi varjúháj
A kaukázusi varjúháj (Phedimus spurius, korábban Sedum spurium) a kőtörőfű-virágúak (Saxifragales) rendjébe, ezen belül a varjúhájfélék (Crassulaceae) családjába és a fáskövirózsa-formák (Sempervivoideae) alcsaládjába tartozó faj.

## Előfordulása
A kaukázusi varjúháj legfőbb előfordulási területe, amint neve is mutatja, a Kaukázus hegység. Azonban Törökországban és Iránban is fellelhető. Kerti dísznövényként is közkedvelt; emiatt az ember ezt a növényfajt Európa több térségébe és Észak-Amerikába is betelepítette, főleg Kanadába.

## Megjelenése
Lágy szárú és évelő növény, melynek 7-15 centiméter magas szárain az egyszerű, ovális alakú és 1,5-3 centiméteres levelek elszórtan helyezkednek el. A virágai rózsaszínek. Tavasztól őszig nyílik.

## Életmódja
A gyengébb, homokos és kavicsos talajokat kedveli, amelyeket azonban bőven kell öntözni - a kerti növények esetében. Főleg a napos helyeket részesíti előnyben, de részben árnyékos helyen is meg tud élni. A lepkékkel poroztatja magát; legfőbb kártevői a házas csigák és a meztelen csigák. A legelő emlősök rágását jól tűri.

## Képek

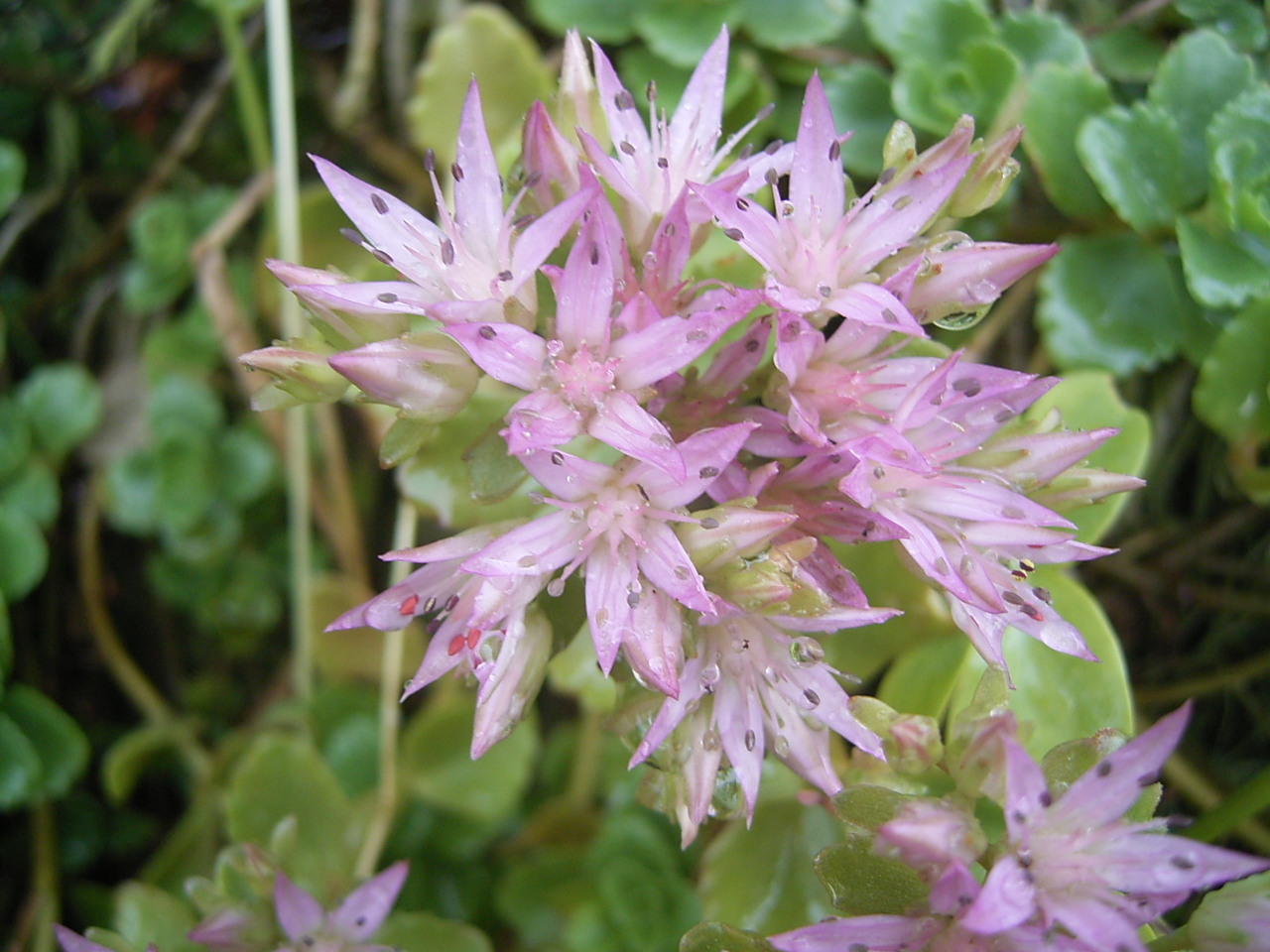
Virágai
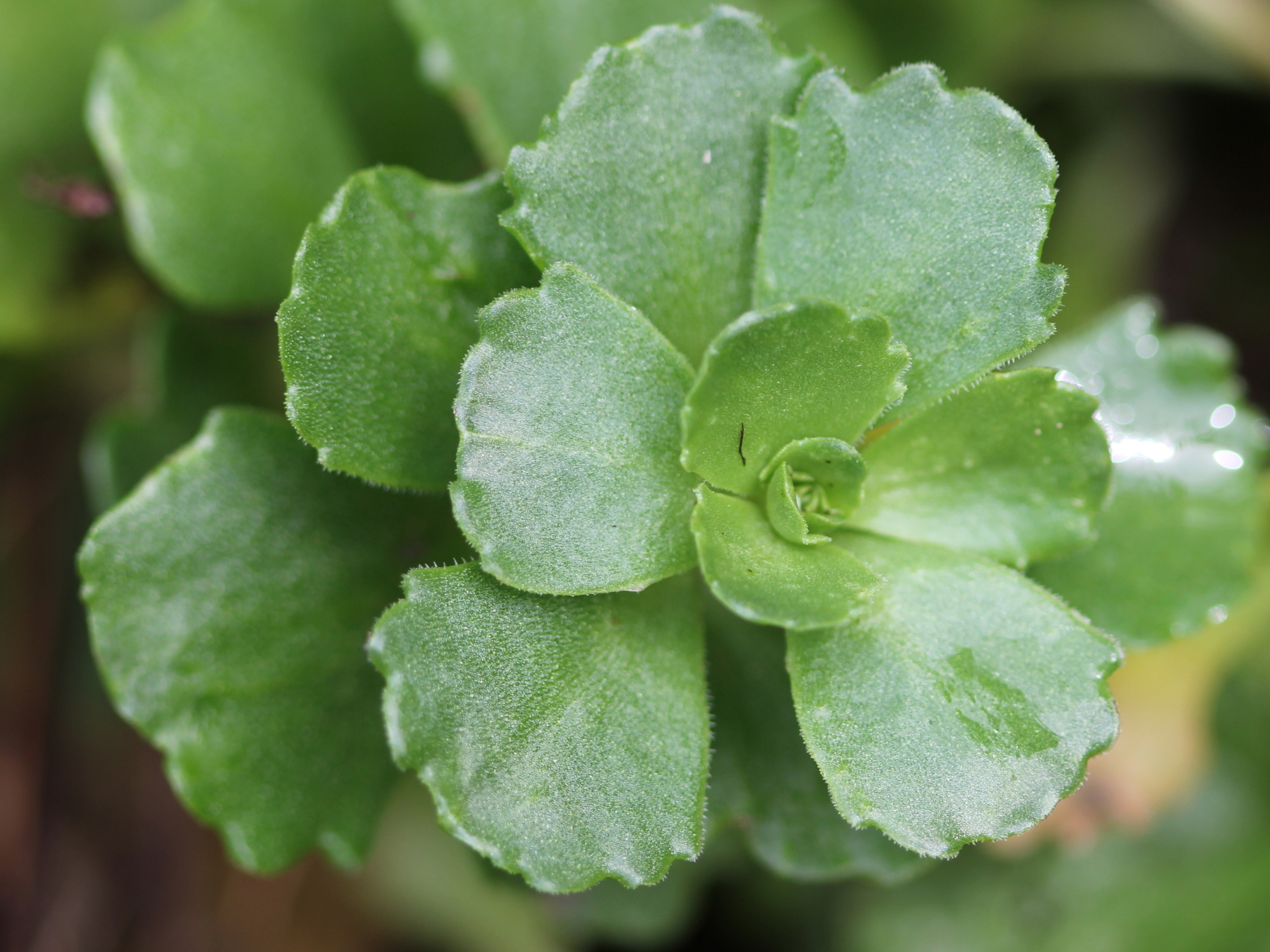
Levelei
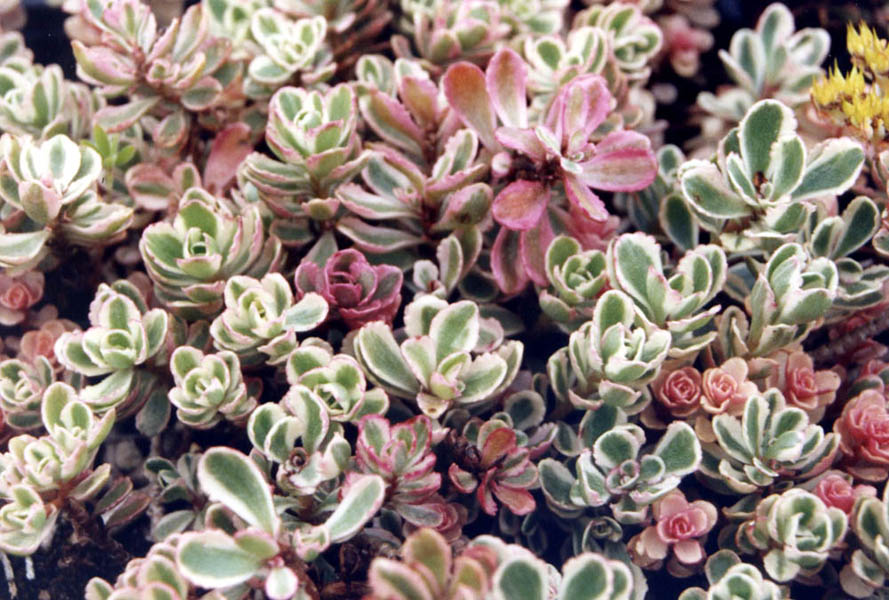
Termesztett 'Tricolor' változata

## Fordítás
- Ez a szócikk részben vagy egészben  a   Sedum spurium című angol Wikipédia-szócikk ezen változatának fordításán alapul.  Az eredeti cikk szerkesztőit annak laptörténete sorolja fel. Ez a jelzés csupán a megfogalmazás eredetét és a szerzői jogokat jelzi, nem szolgál a cikkben szereplő információk forrásmegjelöléseként.
- Ez a szócikk részben vagy egészben  a   Kaukasianmaksaruoho című finn Wikipédia-szócikk ezen változatának fordításán alapul.  Az eredeti cikk szerkesztőit annak laptörténete sorolja fel. Ez a jelzés csupán a megfogalmazás eredetét és a szerzői jogokat jelzi, nem szolgál a cikkben szereplő információk forrásmegjelöléseként.